# Кичменгско-Городецкий район
Ки́чменгско-Городе́цкий райо́н — административно-территориальная единица (район) в Вологодской области России. В рамках организации местного самоуправления в границах района существует муниципальное образование Кичменгско-Городецкий муниципальный округ (с 2004 до 2022 гг. — муниципальный район).
Самый восточный из областных районов.
Административный центр — село Кичменгский Городок.

## География
Район расположен на востоке области и граничит с Великоустюгским, Нюксенским, Никольским и Бабушкинским районами той же области, а также с Костромской и Кировской областями. Площадь территории — 7061 км².
Основные реки — Юг, Кичменга.

## История
Кичменгско-Городецкий район в современных границах не был самостоятельной административно-территориальной единицей до апреля 1924 года и в совокупности в виде нескольких волостей (по состоянию волостей на 1910 г): Городецкой (с. Кичменгский Городок), Шонго-Николаевской (с. Шонга), Боброво-Захаровской (с. Захарово), Погосской (с. Погосск), Шестаковской (с. Шестаково), Езекиевской (с. Енангск), Ентальско-Бакшеевской (с. Бакшеев Дор) входил в состав Никольского уезда Вологодского наместничества, затем ставшим именоваться Вологодской губернией.
Февральская и Октябрьская революции 1917 года, и начавшаяся в 1918 году гражданская война ослабили влияние центральной власти на провинцию. Население на местах Вологодской губернии стало больше проявлять инициативы и самостоятельности. 26 марта 1918 года на съезде делегатов 5 восточных Советов Новгородской губернии в г. Череповец — учреждена (образована) Череповецкая губерния. 06 апреля 1918 года на II Вологодском губернском съезде Советов рабочих, крестьянских и солдатских депутатов в г. Вологда, представлявших 200 делегатов из центральных уездов Вологодской губернии — учреждена (образована) Вологодская губерния. 17 июня 1918 года на I Северо-Двинском губернском съезде Советов рабочих, крестьянских и солдатских депутатов в г. Великий Устюг, представлявших 115 делегатов из 5 восточных уездов Вологодской губернии: Великоустюгского, Сольвычегодского, Яренского, Никольского, Усть-Сысольского — учреждена (образована) Северо-Двинская губерния, губернский город — Великий Устюг. Декретом ВЦИК от 13 августа 1924 года на территории Северо-Двинской губернии упразднено волостное и уездное деление, проведено районирование. В Северо-Двинской губернии было образовано 18 районов: Верхне-Тоемский, Черевковский, Красноборский, Сольвычегодский, Ленский, Вилегодский, Лальский, Котласский, Великоустюгский, Нюксенский, Усть-Алексеевский, Кичменгско-Городецкий, Подосиновский, Енангский (просуществовал до 28.02.1928 г, когда он был присоединен к Кичменгско-Городецкому), Опаринский, Вознесенско-Вохомский, Никольский, Рослятинский. За период с 1924 по 1931 год границы Кичменгско-Городецкого района расширились и площадь района увеличилась в этот период за счет присоединенного к нему в 1928 году Енангского района и кроме него ещё дополнительно на 900 км², добавились 3 сельсовета со 112 поселениями (населенными пунктами), в которых проживало 4065 человек.
По данным Северо-Двинского губстатбюро на 01.07.1924 года в Кичменгско-Городецком районе проживало 44 183 человека, в нём было 12 сельсоветов, 262 поселения (населённых пункта), 8298 дворов (семей), площадь района 4770 км²; в Енангском районе на этот же период проживало 20 797 человек, в нём было 6 сельсоветов, 193 поселения (населённых пункта), 4028 дворов (семей), площадь района 2035 км².
По данным Северного крайстатбюро на 01.01.1931 года в Кичменгско-Городецком районе проживало 73 400 человек, в нём был 21 сельсовет, 567 поселений (населенных пункта), площадь района 7700 км².
По данным Вологодского облстатбюро, на начало 1941 года в Кичменгско-Городецком районе проживало 51 511 человек: 44 330 колхозников, 5762 рабочих и служащих, 345 единоличника, 73 кустаря и некооперированых, 1001 прочих; в нём было 27 сельсоветов, 474 поселения (населённых пунктов), 13 878 дворов (семей), площадь района составляла 6914 км². Работало 259 колхозов и сельхозартелей, которые собрали в 1940 году 225 тыс. центнеров зерна с 62 000 га пашни. Сенокосных угодий было 51 901 га. Работало 3 МТС (машинно-тракторных станции): Городецкая, Ентальская и Сараевская, суммарно которые имели в своем парке 150 тракторов и 26 комбайнов. У самих колхозов имелось, суммарно, 484 косилки, 350 сеялок, 341 жатка — все на конной тяге. Тракторами поднималась только 1/3 пахоты, с помощью машин выполнялось не более 20 % посевных работ и только 5 % убиралось комбайнами, остальное делалось с помощью лошадей и вручную. На животноводческих фермах механизации труда не существовало вообще, только ручной труд и в лучшем случае конная тяга. Сельхозартель «Городецкая» имела 1 автомобиль ГАЗ-А (полуторку), приобретенную на паях на три хозяйства. Весь автомобильный парк района состоял из 20 автомашин, 7 которых были у транспортной конторы Райпотребсоюза. Средний надой на корову был в среднем 650 литров в год. В передовиках ходила сельхозартель «Городецкая» в среднем с 833 литрами на корову в год.

## Население
| 2002    | 2009    | 2010    | 2011    | 2012    | 2013    | 2014    | 2015    | 2016    |
| ------- | ------- | ------- | ------- | ------- | ------- | ------- | ------- | ------- |
| 22 187  | ↘20 407 | ↘20 088 | ↘18 355 | ↘17 771 | ↘17 293 | ↘16 909 | ↘16 616 | ↘16 387 |
| 2017    | 2018    | 2019    | 2020    | 2021    | 2023    |         |         |         |
| ↘16 096 | ↘15 784 | ↘15 379 | ↘15 195 | ↘14 776 | ↘14 475 |         |         |         |

Национальный состав
По итогам переписи населения 2020 года проживали следующие национальности (национальности менее 0,1 % и другое, см. в сноске к строке «Другие»):
| Национальность | Численность, чел. | Доля     |
| -------------- | ----------------- | -------- |
| Русские        | 14 415            | 97,56 %  |
| Украинцы       | 36                | 0,24 %   |
| Цыгане         | 20                | 0,14 %   |
| Другие         | 305               | 2,06 %   |
| Итого          | 14 776            | 100,00 % |

## Территориальное устройство
Административно-территориальные единицы
Кичменгско-Городецкий район в рамках административно-территориального устройства включает 17 сельсоветов:
| №  | Сельсовет        | Соответствующее муниципальное образование |
| -- | ---------------- | ----------------------------------------- |
| 1  | Верхнеентальский | Енангское СП                              |
| 2  | Городецкий       | Городецкое СП                             |
| 3  | Еловинский       | Кичменгское СП                            |
| 4  | Емельяновский    | Городецкое СП                             |
| 5  | Захаровский      | Городецкое СП                             |
| 6  | Кичменгский      | Городецкое СП, Кичменгское СП             |
| 7  | Куриловский      | Кичменгское СП                            |
| 8  | Нижнеенангский   | Енангское СП                              |
| 9  | Нижнеентальский  | Енангское СП                              |
| 10 | Плосковский      | Кичменгское СП                            |
| 11 | Погосский        | Кичменгское СП                            |
| 12 | Пыжугский        | Кичменгское СП                            |
| 13 | Сараевский       | Городецкое СП                             |
| 14 | Трофимовский     | Городецкое СП                             |
| 15 | Шестаковский     | Кичменгское СП                            |
| 16 | Шонгский         | Городецкое СП, Кичменгское СП             |
| 17 | Югский           | Кичменгское СП                            |

Муниципальные образования

Муниципальные образования с 2013 до 2022 гг.

В рамках организации местного самоуправления в границах района функционирует Кичменгско-Городецкий муниципальный округ (с 2004 до 2022 года — муниципальный район).
Изначально в составе новообразованного муниципального района в декабре 2004 года были созданы 13 сельских поселений. В 2013 году 10 сельских поселений были упразднены и включены в три объединённых сельских поселения.
С 2013 до 2022 года муниципальный район делился на 3 муниципальных образования нижнего уровня со статусом сельского поселения:
| № | Сельское поселение | Административный центр   | Количество населённых пунктов | Население (чел.) | Площадь (км²) |
| - | ------------------ | ------------------------ | ----------------------------- | ---------------- | ------------- |
| 1 | Городецкое         | село Кичменгский Городок | 100                           | ↗9573            | 2459,20       |
| 2 | Енангское          | село Нижний Енангск      | 113                           | ↘1405            | 2324,64       |
| 3 | Кичменгское        | село Кичменгский Городок | 128                           | ↘3798            | 2277,35       |

1 июня 2022 года муниципальный район и все входившие в его состав сельские поселения были упразднены и объединены в Кичменгско-Городецкий муниципальный округ.

## Населённые пункты
В Кичменгско-Городецком районе (муниципальном округе) 341 населённый пункт (все — сельские).
| №   | Населённый пункт         | Тип     | Население | Бывшее сельское поселение |
| --- | ------------------------ | ------- | --------- | ------------------------- |
| 1   | Акимово                  | деревня | 0         | Кичменгское               |
| 2   | Аксёновщина              | деревня | 0         | Енангское                 |
| 3   | Алексеево                | деревня | 0         | Енангское                 |
| 4   | Алексеево                | деревня | 15        | Кичменгское               |
| 5   | Алферово                 | деревня | 61        | Кичменгское               |
| 6   | Ананино                  | деревня | 404       | Городецкое                |
| 7   | Анциферово Раменье       | деревня | ↘0        | Енангское                 |
| 8   | Артемьевская             | деревня | 4         | Городецкое                |
| 9   | Бакланово                | деревня | 6         | Городецкое                |
| 10  | Бакланово                | посёлок | 12        | Городецкое                |
| 11  | Баклановская Мельница    | деревня | 0         | Городецкое                |
| 12  | Бакшеев Дор              | деревня | 27        | Енангское                 |
| 13  | Бараново                 | деревня | 41        | Кичменгское               |
| 14  | Барболино                | деревня | 26        | Городецкое                |
| 15  | Берег                    | деревня | 0         | Енангское                 |
| 16  | Березовая Гора           | деревня | 144       | Кичменгское               |
| 17  | Берликово                | деревня | 11        | Городецкое                |
| 18  | Берсенево                | деревня | 40        | Городецкое                |
| 19  | Большая Княжая           | деревня | 0         | Енангское                 |
| 20  | Большая Чирядка          | деревня | 19        | Кичменгское               |
| 21  | Большое Байкалово        | деревня | 0         | Енангское                 |
| 22  | Большое Бараково         | деревня | 33        | Кичменгское               |
| 23  | Большое Буртаново        | деревня | 120       | Кичменгское               |
| 24  | Большое Лапино           | деревня | 9         | Енангское                 |
| 25  | Большое Лубозино         | деревня | 50        | Кичменгское               |
| 26  | Большое Пожарово         | деревня | 9         | Енангское                 |
| 27  | Большое Раменье          | деревня | 0         | Енангское                 |
| 28  | Большое Сирино           | деревня | 4         | Енангское                 |
| 29  | Большое Скретнее Раменье | деревня | 0         | Енангское                 |
| 30  | Большое Хавино           | деревня | 18        | Городецкое                |
| 31  | Большое Чекавино         | деревня | 51        | Кичменгское               |
| 32  | Большой Дор              | деревня | 0         | Кичменгское               |
| 33  | Брод                     | деревня | 22        | Городецкое                |
| 34  | Брод                     | деревня | 7         | Енангское                 |
| 35  | Брюхавица                | деревня | 11        | Городецкое                |
| 36  | Бурковщина               | деревня | 7         | Кичменгское               |
| 37  | Буряково                 | деревня | 0         | Кичменгское               |
| 38  | Бяково                   | деревня | 39        | Городецкое                |
| 39  | Ваганово                 | деревня | 20        | Кичменгское               |
| 40  | Васино                   | деревня | 8         | Енангское                 |
| 41  | Великуша                 | деревня | 0         | Кичменгское               |
| 42  | Верхнее Алтушево         | деревня | 0         | Кичменгское               |
| 43  | Верхнее Исаково          | деревня | 0         | Енангское                 |
| 44  | Верхнее Никитино         | деревня | 0         | Енангское                 |
| 45  | Верхнее Поладово         | деревня | 0         | Кичменгское               |
| 46  | Верхнесавинская          | деревня | 29        | Городецкое                |
| 47  | Верхний Енангск          | село    | 16        | Енангское                 |
| 48  | Верхняя Ентала           | село    | 215       | Енангское                 |
| 49  | Верхняя Лукина Гора      | деревня | 3         | Городецкое                |
| 50  | Веселая                  | деревня | 5         | Енангское                 |
| 51  | Веселая                  | деревня | 25        | Енангское                 |
| 52  | Волково                  | деревня | 10        | Городецкое                |
| 53  | Волостная                | деревня | 0         | Енангское                 |
| 54  | Воронино                 | деревня | 15        | Городецкое                |
| 55  | Воронинская              | деревня | 4         | Городецкое                |
| 56  | Вымол                    | деревня | 12        | Кичменгское               |
| 57  | Выползово                | деревня | 0         | Енангское                 |
| 58  | Высокая                  | деревня | 5         | Кичменгское               |
| 59  | Гаражи                   | посёлок | 138       | Городецкое                |
| 60  | Гарь                     | деревня | 18        | Енангское                 |
| 61  | Глебово                  | деревня | 4         | Городецкое                |
| 62  | Глебово                  | деревня | 10        | Городецкое                |
| 63  | Голузино                 | деревня | 63        | Кичменгское               |
| 64  | Гора                     | деревня | 0         | Городецкое                |
| 65  | Горбово                  | деревня | 19        | Кичменгское               |
| 66  | Горка                    | деревня | 12        | Кичменгское               |
| 67  | Городище                 | деревня | 0         | Кичменгское               |
| 68  | Григорово                | деревня | 5         | Городецкое                |
| 69  | Григорово                | деревня | 58        | Кичменгское               |
| 70  | Гриденская               | деревня | 9         | Кичменгское               |
| 71  | Громозово                | деревня | 3         | Кичменгское               |
| 72  | Данилово                 | деревня | 51        | Кичменгское               |
| 73  | Даниловская              | деревня | 4         | Городецкое                |
| 74  | Демино                   | деревня | 11        | Кичменгское               |
| 75  | Долматово                | деревня | 17        | Городецкое                |
| 76  | Дорожково                | село    | ↘72       | Кичменгское               |
| 77  | Еловино                  | деревня | 256       | Кичменгское               |
| 78  | Емельянов Дор            | деревня | 53        | Городецкое                |
| 79  | Ермакова Гарь            | деревня | 20        | Кичменгское               |
| 80  | Ефимово                  | деревня | 21        | Енангское                 |
| 81  | Жаровиха                 | деревня | 6         | Кичменгское               |
| 82  | Жевнино                  | деревня | 0         | Городецкое                |
| 83  | Жуково                   | деревня | 6         | Кичменгское               |
| 84  | Заберезник               | деревня | 13        | Городецкое                |
| 85  | Заберезник               | деревня | 0         | Енангское                 |
| 86  | Заболотный               | починок | 10        | Городецкое                |
| 87  | Заборье                  | деревня | 5         | Енангское                 |
| 88  | Завачуг                  | деревня | 9         | Кичменгское               |
| 89  | Заверкино                | деревня | 5         | Городецкое                |
| 90  | Заверкино                | деревня | 14        | Городецкое                |
| 91  | Загарье                  | деревня | 44        | Городецкое                |
| 92  | Замостовица              | деревня | 84        | Городецкое                |
| 93  | Заречье                  | деревня | 12        | Городецкое                |
| 94  | Зарубин Починок          | деревня | 0         | Енангское                 |
| 95  | Засорино                 | деревня | 6         | Енангское                 |
| 96  | Засосенье                | деревня | 4         | Кичменгское               |
| 97  | Захарово                 | деревня | 17        | Городецкое                |
| 98  | Заюжье                   | деревня | 9         | Кичменгское               |
| 99  | Звезда                   | деревня | ↘5        | Кичменгское               |
| 100 | Ивакино                  | деревня | 0         | Енангское                 |
| 101 | Исады                    | деревня | 27        | Городецкое                |
| 102 | Казарино                 | деревня | 42        | Городецкое                |
| 103 | Каксур                   | деревня | 0         | Кичменгское               |
| 104 | Калеплиха                | деревня | 6         | Кичменгское               |
| 105 | Калинино                 | деревня | 22        | Енангское                 |
| 106 | Карюг                    | посёлок | 0         | Енангское                 |
| 107 | Кекур                    | деревня | 0         | Енангское                 |
| 108 | Кекур                    | деревня | 6         | Енангское                 |
| 109 | Кильченга                | село    | 167       | Кичменгское               |
| 110 | Киркино                  | деревня | 35        | Кичменгское               |
| 111 | Кичменгский Городок      | село    | ↘6103     | Городецкое                |
| 112 | Кичменьга                | село    | 191       | Городецкое                |
| 113 | Клепиково                | деревня | 37        | Городецкое                |
| 114 | Климово                  | деревня | 6         | Городецкое                |
| 115 | Климовщина               | деревня | 0         | Енангское                 |
| 116 | Климовщина               | деревня | 22        | Кичменгское               |
| 117 | Клюкино                  | деревня | 0         | Кичменгское               |
| 118 | Княжигора                | деревня | 238       | Городецкое                |
| 119 | Кобылкино                | деревня | 5         | Кичменгское               |
| 120 | Кобыльск                 | село    | 97        | Кичменгское               |
| 121 | Колотовщина              | деревня | 0         | Енангское                 |
| 122 | Кондратово               | деревня | 76        | Кичменгское               |
| 123 | Конец                    | деревня | 11        | Енангское                 |
| 124 | Конищево                 | деревня | 0         | Городецкое                |
| 125 | Контиево                 | деревня | 0         | Кичменгское               |
| 126 | Коркин Дор               | деревня | 8         | Городецкое                |
| 127 | Коряково                 | деревня | 0         | Городецкое                |
| 128 | Коряково                 | деревня | 12        | Кичменгское               |
| 129 | Коряковская              | деревня | 26        | Кичменгское               |
| 130 | Коряковщина              | деревня | →0        | Енангское                 |
| 131 | Косково                  | деревня | 20        | Кичменгское               |
| 132 | Косково                  | село    | 248       | Кичменгское               |
| 133 | Костылево                | деревня | ↗3        | Енангское                 |
| 134 | Котельново               | деревня | 14        | Городецкое                |
| 135 | Крадихино                | деревня | 27        | Енангское                 |
| 136 | Крадихино                | посёлок | 181       | Енангское                 |
| 137 | Красавино-1              | деревня | 37        | Кичменгское               |
| 138 | Красавино-2              | деревня | 0         | Кичменгское               |
| 139 | Красная Гора             | деревня | ↘11       | Енангское                 |
| 140 | Красное Село             | деревня | 0         | Кичменгское               |
| 141 | Кропачево                | деревня | 10        | Кичменгское               |
| 142 | Крохалево                | деревня | 72        | Городецкое                |
| 143 | Кряж                     | деревня | 16        | Городецкое                |
| 144 | Кузьмино                 | деревня | 26        | Кичменгское               |
| 145 | Кузьминская              | деревня | 8         | Енангское                 |
| 146 | Кузюг                    | деревня | 0         | Енангское                 |
| 147 | Курденга                 | деревня | 0         | Кичменгское               |
| 148 | Курденга                 | деревня | 3         | Кичменгское               |
| 149 | Курилово                 | деревня | 149       | Кичменгское               |
| 150 | Курилово                 | деревня | 9         | Кичменгское               |
| 151 | Куфтино                  | деревня | 22        | Городецкое                |
| 152 | Лаврово                  | деревня | 55        | Енангское                 |
| 153 | Лаптюг                   | посёлок | 187       | Кичменгское               |
| 154 | Ласкино                  | деревня | 21        | Городецкое                |
| 155 | Леонтьевщина             | деревня | 25        | Енангское                 |
| 156 | Лешуковщина              | деревня | 4         | Енангское                 |
| 157 | Лисицыно                 | деревня | 4         | Городецкое                |
| 158 | Лобаново                 | деревня | 48        | Кичменгское               |
| 159 | Лупачево                 | деревня | 0         | Енангское                 |
| 160 | Лыченица                 | деревня | 52        | Кичменгское               |
| 161 | Лычное Раменье           | деревня | →0        | Енангское                 |
| 162 | Лычный                   | починок | ↘0        | Енангское                 |
| 163 | Макарово                 | деревня | 41        | Кичменгское               |
| 164 | Максимовщина             | деревня | 25        | Кичменгское               |
| 165 | Малая Княжая             | деревня | 0         | Енангское                 |
| 166 | Малая Курденга           | деревня | 0         | Кичменгское               |
| 167 | Малая Чирядка            | деревня | ↘7        | Кичменгское               |
| 168 | Малиновица               | деревня | 39        | Кичменгское               |
| 169 | Малиновка                | деревня | 3         | Городецкое                |
| 170 | Малое Байкалово          | деревня | 0         | Енангское                 |
| 171 | Малое Бараково           | деревня | 9         | Кичменгское               |
| 172 | Малое Лапино             | деревня | 0         | Енангское                 |
| 173 | Малое Пожарово           | деревня | 23        | Енангское                 |
| 174 | Малое Раменье            | деревня | 0         | Енангское                 |
| 175 | Малое Сирино             | деревня | 4         | Енангское                 |
| 176 | Малое Скретнее Раменье   | деревня | 0         | Енангское                 |
| 177 | Малый Дор                | деревня | 0         | Кичменгское               |
| 178 | Маншино                  | деревня | 3         | Кичменгское               |
| 179 | Мариевский Выселок       | деревня | 0         | Енангское                 |
| 180 | Мартыново                | деревня | 5         | Кичменгское               |
| 181 | Маслово                  | деревня | 33        | Городецкое                |
| 182 | Маслово                  | деревня | 16        | Енангское                 |
| 183 | Матасово                 | деревня | 0         | Городецкое                |
| 184 | Матино                   | деревня | 3         | Енангское                 |
| 185 | Митенева Гора            | деревня | 26        | Кичменгское               |
| 186 | Митино                   | деревня | 21        | Енангское                 |
| 187 | Михеево                  | деревня | 9         | Кичменгское               |
| 188 | Мичино                   | деревня | ↘9        | Енангское                 |
| 189 | Мокрушино                | деревня | 21        | Енангское                 |
| 190 | Мондур                   | деревня | 0         | Енангское                 |
| 191 | Мостовица                | посёлок | 0         | Городецкое                |
| 192 | Мысликово                | деревня | 0         | Городецкое                |
| 193 | Мякинная                 | деревня | 16        | Енангское                 |
| 194 | Наболотная Гарь          | деревня | 14        | Кичменгское               |
| 195 | Наволок                  | деревня | 47        | Городецкое                |
| 196 | Наволок                  | деревня | 21        | Кичменгское               |
| 197 | Наволок                  | деревня | 15        | Кичменгское               |
| 198 | Надеевщина               | деревня | 13        | Енангское                 |
| 199 | Находка                  | деревня | 114       | Кичменгское               |
| 200 | Недуброво                | деревня | 23        | Кичменгское               |
| 201 | Некипелово               | деревня | 17        | Городецкое                |
| 202 | Некрасовщина             | деревня | 0         | Енангское                 |
| 203 | Неповица                 | деревня | 0         | Енангское                 |
| 204 | Нива                     | деревня | 8         | Кичменгское               |
| 205 | Нижнее Ворово            | деревня | 46        | Кичменгское               |
| 206 | Нижнее Исаково           | деревня | 4         | Енангское                 |
| 207 | Нижнее Никитино          | деревня | 3         | Енангское                 |
| 208 | Нижнее Сергеево          | деревня | 0         | Кичменгское               |
| 209 | Нижний Енангск           | село    | ↘644      | Енангское                 |
| 210 | Нижняя Ентала            | село    | 61        | Енангское                 |
| 211 | Нижняя Лукина Гора       | деревня | 0         | Городецкое                |
| 212 | Новая Шиловщина          | деревня | 0         | Енангское                 |
| 213 | Ново-Георгиевское        | село    | 8         | Кичменгское               |
| 214 | Новосёлово               | деревня | 18        | Городецкое                |
| 215 | Новоселово               | деревня | 21        | Енангское                 |
| 216 | Новоселово               | деревня | 11        | Кичменгское               |
| 217 | Обакино                  | деревня | 34        | Городецкое                |
| 218 | Овсянниково              | деревня | 69        | Городецкое                |
| 219 | Огрызково                | деревня | 0         | Енангское                 |
| 220 | Окинин Дор               | деревня | 0         | Кичменгское               |
| 221 | Окулово                  | деревня | 16        | Енангское                 |
| 222 | Оленево                  | деревня | 11        | Енангское                 |
| 223 | Олюшино                  | деревня | 0         | Городецкое                |
| 224 | Олятово                  | деревня | 186       | Енангское                 |
| 225 | Омут                     | деревня | 26        | Городецкое                |
| 226 | Онохово                  | деревня | 0         | Городецкое                |
| 227 | Осатово-Раменье          | деревня | 26        | Кичменгское               |
| 228 | Павлово                  | деревня | 101       | Городецкое                |
| 229 | Павловская               | деревня | 5         | Кичменгское               |
| 230 | Падерино                 | деревня | 68        | Городецкое                |
| 231 | Палутино                 | деревня | 0         | Енангское                 |
| 232 | Паново                   | деревня | ↘0        | Енангское                 |
| 233 | Пахомово                 | деревня | 32        | Енангское                 |
| 234 | Пелягинец                | деревня | 0         | Кичменгское               |
| 235 | Петраково                | деревня | 34        | Городецкое                |
| 236 | Петрянино                | деревня | 24        | Городецкое                |
| 237 | Плесо                    | деревня | 19        | Кичменгское               |
| 238 | Плоская                  | деревня | 359       | Кичменгское               |
| 239 | Плостиево                | деревня | 9         | Кичменгское               |
| 240 | Плотниха                 | деревня | 0         | Кичменгское               |
| 241 | Погудино                 | деревня | 4         | Кичменгское               |
| 242 | Подволочье               | деревня | 6         | Енангское                 |
| 243 | Подволочье               | деревня | 35        | Кичменгское               |
| 244 | Подволочье               | деревня | 67        | Кичменгское               |
| 245 | Подгорка                 | деревня | 30        | Кичменгское               |
| 246 | Подгородье               | село    | 0         | Енангское                 |
| 247 | Подгорье                 | деревня | 0         | Енангское                 |
| 248 | Подгривье                | деревня | 32        | Кичменгское               |
| 249 | Подлесово                | деревня | 8         | Енангское                 |
| 250 | Подол                    | деревня | 0         | Енангское                 |
| 251 | Подол                    | деревня | 19        | Кичменгское               |
| 252 | Подол                    | деревня | 27        | Городецкое                |
| 253 | Подол                    | деревня | 75        | Городецкое                |
| 254 | Половищенский            | починок | 6         | Кичменгское               |
| 255 | Помеловка                | деревня | 14        | Кичменгское               |
| 256 | Попово                   | деревня | 26        | Кичменгское               |
| 257 | Порядневщина             | деревня | 41        | Енангское                 |
| 258 | Привольная               | деревня | 6         | Городецкое                |
| 259 | Прилук                   | деревня | 67        | Городецкое                |
| 260 | Прилуково                | деревня | 4         | Енангское                 |
| 261 | Пронино                  | деревня | →4        | Кичменгское               |
| 262 | Пузово                   | деревня | 0         | Кичменгское               |
| 263 | Раменье                  | деревня | 85        | Городецкое                |
| 264 | Рассомахино              | деревня | 0         | Енангское                 |
| 265 | Решетниково              | деревня | 195       | Городецкое                |
| 266 | Россоулинская            | деревня | 34        | Городецкое                |
| 267 | Рудниково                | деревня | 43        | Енангское                 |
| 268 | Рыбино                   | деревня | 17        | Енангское                 |
| 269 | Рыжухино                 | деревня | 0         | Енангское                 |
| 270 | Рябево                   | деревня | 12        | Городецкое                |
| 271 | Рябиновщина              | деревня | 0         | Кичменгское               |
| 272 | Савино                   | деревня | 40        | Городецкое                |
| 273 | Самылово                 | деревня | ↘0        | Городецкое                |
| 274 | Сараево                  | село    | 69        | Городецкое                |
| 275 | Сармас                   | посёлок | 10        | Городецкое                |
| 276 | Светица                  | село    | 37        | Городецкое                |
| 277 | Север                    | деревня | 35        | Кичменгское               |
| 278 | Селиваново               | деревня | 20        | Городецкое                |
| 279 | Селище                   | деревня | ↘3        | Кичменгское               |
| 280 | Семенцев Дор             | деревня | 12        | Енангское                 |
| 281 | Сергеево                 | деревня | 30        | Кичменгское               |
| 282 | Сивцево                  | деревня | 3         | Городецкое                |
| 283 | Сигово                   | деревня | 37        | Кичменгское               |
| 284 | Сирино                   | деревня | 74        | Городецкое                |
| 285 | Скородум                 | деревня | 0         | Енангское                 |
| 286 | Скорюково                | деревня | 34        | Енангское                 |
| 287 | Слобода                  | деревня | 266       | Кичменгское               |
| 288 | Слободка                 | село    | 42        | Енангское                 |
| 289 | Слуда                    | деревня | 0         | Городецкое                |
| 290 | Слуда                    | деревня | 0         | Кичменгское               |
| 291 | Смольянка                | деревня | 22        | Кичменгское               |
| 292 | Солонихино               | деревня | 26        | Енангское                 |
| 293 | Сорокино                 | деревня | 24        | Кичменгское               |
| 294 | Спировская               | деревня | 8         | Городецкое                |
| 295 | Спицыно                  | деревня | 84        | Кичменгское               |
| 296 | Старая Шиловщина         | деревня | 9         | Енангское                 |
| 297 | Степурино                | деревня | 7         | Енангское                 |
| 298 | Судническая Гора         | деревня | 66        | Кичменгское               |
| 299 | Сушники                  | деревня | 4         | Кичменгское               |
| 300 | Сычиха                   | деревня | 0         | Енангское                 |
| 301 | Тарасово                 | деревня | 5         | Кичменгское               |
| 302 | Татариново               | деревня | 23        | Енангское                 |
| 303 | Тафтинский Наволок       | деревня | 45        | Городецкое                |
| 304 | Ташериха                 | деревня | 4         | Городецкое                |
| 305 | Терехино                 | деревня | 6         | Енангское                 |
| 306 | Тереховица               | деревня | 0         | Городецкое                |
| 307 | Титовщина                | деревня | 68        | Енангское                 |
| 308 | Токарево                 | деревня | 54        | Городецкое                |
| 309 | Торопово                 | деревня | 211       | Городецкое                |
| 310 | Трубовщина               | деревня | 17        | Енангское                 |
| 311 | Труфаново                | деревня | 17        | Кичменгское               |
| 312 | Угол                     | деревня | 0         | Городецкое                |
| 313 | Устье Харюзово           | посёлок | 16        | Енангское                 |
| 314 | Устьенская               | деревня | 3         | Енангское                 |
| 315 | Усть-Сямженец            | деревня | 16        | Кичменгское               |
| 316 | Ушаково                  | деревня | 184       | Городецкое                |
| 317 | Федюнинская              | деревня | 32        | Енангское                 |
| 318 | Фоминский                | починок | ↘11       | Кичменгское               |
| 319 | Харюково                 | деревня | 0         | Енангское                 |
| 320 | Холка                    | деревня | 16        | Городецкое                |
| 321 | Хохлово                  | починок | 0         | Городецкое                |
| 322 | Чёрная                   | деревня | 0         | Кичменгское               |
| 323 | Четряково                | деревня | 0         | Енангское                 |
| 324 | Чешковщина               | деревня | 4         | Енангское                 |
| 325 | Чупово                   | деревня | 9         | Кичменгское               |
| 326 | Чуров Починок            | село    | 0         | Енангское                 |
| 327 | Шартаново                | деревня | 103       | Кичменгское               |
| 328 | Шатенево                 | деревня | 207       | Городецкое                |
| 329 | Шеломец                  | деревня | 0         | Енангское                 |
| 330 | Шелыгино                 | деревня | 23        | Городецкое                |
| 331 | Шелыгино                 | деревня | 8         | Кичменгское               |
| 332 | Шемячкино                | деревня | 4         | Кичменгское               |
| 333 | Шестаково                | деревня | 13        | Кичменгское               |
| 334 | Шилово                   | деревня | 34        | Городецкое                |
| 335 | Ширяево                  | деревня | 32        | Енангское                 |
| 336 | Шонга                    | село    | 450       | Городецкое                |
| 337 | Щепелино                 | деревня | 17        | Кичменгское               |
| 338 | Югский                   | посёлок | 1097      | Кичменгское               |
| 339 | Юшково                   | деревня | 16        | Енангское                 |
| 340 | Юшково                   | деревня | 8         | Кичменгское               |
| 341 | Якшинская                | деревня | 53        | Городецкое                |

Упразднённые населённые пункты
В 2020 году были упразднены деревни Верхнее Ворово, Горбуновская, Мелехино, Монастырь, Остапенец, Павлово, Харюзовская; Бакланиха, Васильевская, Заборье, Минин Дор, Павликов Дор, Плесо, Серебрянка, посёлок Минин Дор, починок Новый.
Ранее также были упразднены следующие населённые пункты: деревня Большая Окуловщина, деревня Васильево, деревня Весёлая, деревня Виноград, починок Гаревой, деревня Зыковщина, починок Кадниково, деревня Казаково, деревня Калиновская, починок Кафтанник, деревня Кислое, починок Колбин, деревня Котово, починок Красавинский, деревня Крутой Дор, починок Курочкин, деревня Малая Лыченица, деревня Малая Окуловщина, деревня Малое Еловино, деревня Малое Лубозино, деревня Молния, починок Молодецкий, деревня Опушино, починок Рогозин, деревня Русалим, деревня Рябиха, деревня Солнцево, деревня Сурино, деревня Черёмуховая, посёлок Чистое.

## Транспорт
Через район проходит автотрасса Р157. По ней имеется выход к автодороге А123 в Архангельскую область и Республику Коми. Также есть грунтовая дорога на восток в Кировскую область на Подосиновец и далее. Остальные дороги — местного значения.
С 1 июля 2012 года ОАО «Вологодское авиационное предприятие» прекратило свою деятельность в аэропорту «Кичменгский Городок».

## Культура
В связи со вступлением в силу Федерального закона № 131 «Об общих принципах организации местного самоуправления в Российской Федерации» муниципальные учреждения культуры района перешли на уровень сельских поселений, перестала существовать централизованная библиотечная система. На базе ранее существовавших учреждений было создано 18 юридических лиц. В 12 сельских поселениях созданы социально культурные объединения (СКО, КДО), в которые вошли сельские клубы, библиотеки в качестве филиалов. В центральном Городецком поселении создано 5 учреждений — юридические лица: МУК «Кичменгско-Городецкий краеведческий музей», МУ "Центр традиционной народной культуры «Пересвет», МУК «Центральная библиотека», МУК «Заречный дом культуры», МУК «Киноцентр». На уровне района — 3 юридических лица: МОУ ДОД "Кичменгско-Городецкая детская школа искусств, МУК «Районный дом культуры», МУК «Кичменгско-Городецкая центральная межпоселенческая библиотека».
В течение 2007 года было открыто два новых клуба: д. Буртаново Плосковского сельского поселения, д. Спицино Погосского сельского поселения. Начато строительство новых клубов в селе Светица Трофимовского сельского поселения, д. Кичменьга Захаровского сельского поселения.
Муниципальные учреждения культуры — это и творческие коллективы, которые не только результативно работают на базе учреждений, но и представляют район на областных, межрегиональных конкурсах, фестивалях.
Традицией стало проведение праздников сёл, деревень. Эти мероприятия позволяют не только активизировать работу творческих коллективов, выявить новые таланты, эти праздники объединяют всех жителей села.
Вопросами сохранения, восстановления традиционной народной культуры занимается МУ «Центр традиционной народной культуры „Пересвет“. С сувенирной продукцией, удивительными изделиями наших мастеров, коллектив ЦТК принял участие в самых различных выставках и ярмарках. Это Ильинская ярмарка (Никольск), Рождественская ярмарка (Устюг), п. Подосиновец. В Областной — Российский лён», в традиционной районной «Преображенской ярмарке». В сельских учреждениях культуры широко используют проведение праздников «народного календаря».
Функционирует МУК «Кичменгско-Городецкий краеведческий музей». Ежегодно увеличивается число посетителей, число проведенных мероприятий, экскурсий.

## Именитые земляки
- Коряковский, Иван Сергеевич — Герой Советского Союза
- Глубоковский, Николай Никанорович — русский православный богослов, экзегет, патролог, историк Церкви. Редактор Православной богословской энциклопедии.
- Глубоковский, Матвей Никанорович — русский журналист, издатель, изобретатель, основатель научно-популярного журнала «Наука и жизнь».